# Sahar Delijani

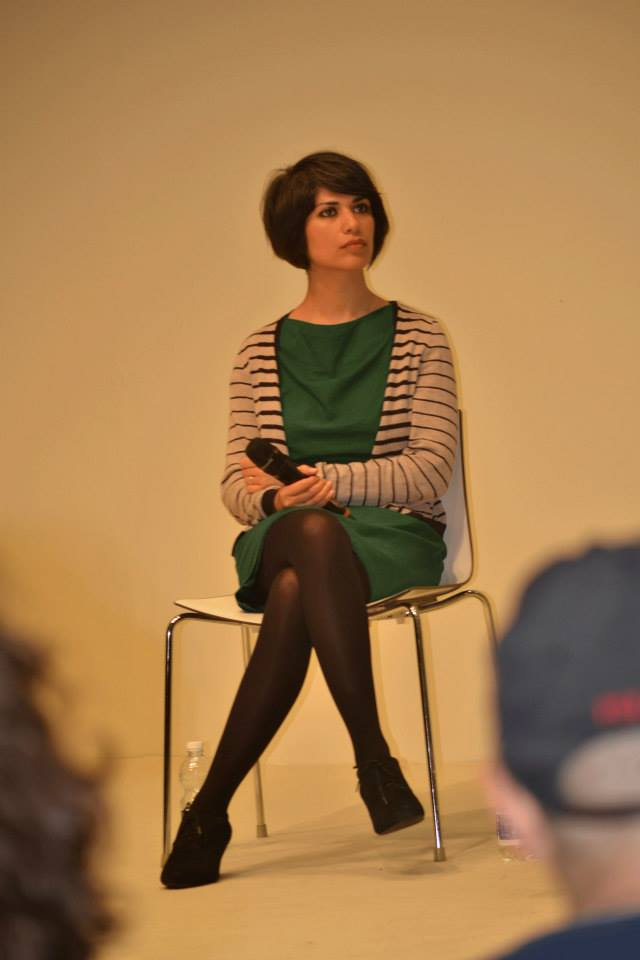
Sahar Delijani (2013)

Sahar Delijani (persisch سحر دلیجانی, DMG Sahar Deliğāni; * 18. September 1983 in Teheran) ist eine iranisch-US-amerikanische Schriftstellerin. Sie wurde im Evin-Gefängnis in der Hauptstadt Irans geboren. Die Familie verließ das Heimatland 1996 aus politischen Gründen ging nach Nordkalifornien, wo Sahar Delijani ein Studium der Komparatistik an der Universität von Kalifornien in Berkeley absolvierte. Seit 2006 lebt Delíjaní mit ihrem Mann im italienischen Turin. Ihr Roman Kinder des Jacarandabaums, der ihre Familiengeschichte erzählt, wurde in mehrere Sprachen übersetzt und weltweit verlegt.
Delijani hat auch die italienische sowie die US-amerikanische Staatsbürgerschaft.

## Werke auf Deutsch
- Kinder des Jacarandabaums. Roman. Aus dem amerikanischen Englisch von Juliane Gräbener-Müller. Droemer, München 2014, ISBN 978-3-426-19973-2.